# Artuş və Zaur
Artuş və Zaur (lit. Artush i Zaur) és una novel·la de l'escriptor i periodista azerbaidjanès Ali Akbar (àlies d'Alakbar Aliyev) publicada en 2009. Narra la història d'amor de dos homes ficticis: Artush Saroyan, armeni, i Zaur Jalilov, azerbaidjanès. La novel·la es va convertir en una controvèrsia a causa de l'enemistat existent entre Armènia i l'Azerbaidjan com a resultat del conflicte de l'Alt Karabakh, així com al fet que l'homosexualitat és un tema tabú en totes dues societats, malgrat haver-se legalitzat a principis de la dècada de 2000.